# 輝ける星
「輝ける星」（かがやけるほし）は、日本のシンガーソングライター・小松未歩の2作目のシングル。

## 背景
前作「謎」から4ヶ月ぶりにして、アルバム『謎』からの先行シングル。また、Amemura O-town Record移籍後初の作品でもある。
表題曲はテレビアニメ『忍ペンまん丸』のエンディングテーマに起用された。テレビアニメのタイアップは前作に引き続き、2度目となった。

## 収録曲
| 全作詞・作曲: 小松未歩、全編曲: 古井弘人。 |                                        |          |            |      |
| #                                          | タイトル                               | 作詞     | 作曲・編曲 | 時間 |
| 1.                                         | 「輝ける星」                           | 小松未歩 | 小松未歩   | 4:24 |
| 2.                                         | 「傷あとをたどれば」                   | 小松未歩 | 小松未歩   | 5:02 |
| 3.                                         | 「輝ける星」(Original Karaoke)         | 小松未歩 | 小松未歩   | 4:26 |
| 4.                                         | 「傷あとをたどれば」(Original Karaoke) | 小松未歩 | 小松未歩   | 4:58 |
| 合計時間:                                  | 合計時間:                              | 18:50    |            |      |

## タイアップ
- テレビ朝日系列アニメ『忍ペンまん丸』エンディングテーマ (#1)

## 収録アルバム
- 謎 (#1,2)
- WONDERFUL WORLD 〜SINGLE REMIXES & MORE〜 (#1 M-oZ filter mix)
- 小松未歩ベスト〜once more〜 (#1)